# 敏哥奈
敏哥奈（1962年10月18日—），原名包乌敦，缅甸异议人士与民主活动家。《纽约时报》认为他是缅甸“仅次于昂山素季的最有影响力的异议者”。

## 生平
敏哥奈于1962年出生于仰光。1988年作为学生领袖参与了8888民主運動，1989年被军政府逮捕入狱，直至2004年获释。此后敏哥奈发起成立了88世代学生组织（88 Generation Students Group）。2007年他又因组织抗议燃油价格上涨而再度被捕入狱。2012年1月获释。

## 荣誉
- 约翰·汉弗莱自由奖（John Humphrey Freedom Award，1999年）[4]
- “人与人” （Homo Homini）人权奖（2000年）
- 学生和平奖（2001年）[5]
- 公民勇气奖（Civil Courage Prize，2005年）[6]
- 光州人权奖（Gwangju Prize for Human Rights，2009年）[7]